# C. J. Beathard
Casey Jarett „C. J.“ Beathard ([siːdʒeɪ 'bɛθɛrd]; geboren am 16. November 1993 in Franklin, Tennessee) ist ein US-amerikanischer American-Football-Spieler der Jacksonville Jaguars auf der Position des Quarterbacks. Er spielte College Football für die University of Iowa und stand von 2017 bis 2020 bei den San Francisco 49ers in der National Football League (NFL) unter Vertrag.

## Frühe Jahre
Beathard besuchte die Battle Ground Academy in Franklin, wo er von 2009 bis 2011 als Quarterback für die Battle Ground Academy Wildcats spielte. Zuvor spielte er auch als Wide Receiver und als Safety.

## College
Von 2013 bis 2016 spielte Beathard Football am College. Er besuchte die University of Iowa und spielte dort für die Iowa Hawkeyes in der NCAA Division I FBS.
Insgesamt kam er in den vier Jahren auf 454 erfolgreiche Pässe bei 782 Passversuchen und 5.562 Yards sowie 40 geworfene Touchdowns.

## NFL
Beathard wurde beim NFL Draft 2017 in der dritten Runde an insgesamt 104. Stelle von den San Francisco 49ers ausgewählt, wo er einen Vierjahresvertrag unterschrieb.
Sein NFL-Debüt gab Beathard am 15. Oktober 2017 gegen die Washington Redskins, als er im zweiten Quarter Brian Hoyer ersetzte. Nach dem Spiel wurde Beathard als neuer Starting-Quarterback benannt. Nachdem er sich in der 11. Woche der Saison bei einem Heimspiel gegen die Seattle Seahawks verletzte, wurde er von Jimmy Garoppolo, der als Ersatz für Hoyer zu den 49ers gekommen war, ersetzt. Danach kam Beathard in der Saison 2017 nicht mehr zum Einsatz.
In die Saison 2018 ging Beathard wie schon 2017 als Backup-Quarterback, dieses Mal hinter Jimmy Garoppolo. Dieser zog sich allerdings im dritten Saisonspiel bei den Kansas City Chiefs einen Kreuzbandriss zu, so dass Beathard ihn als Starting-Quarterback ersetzte. Nachdem sich Beathard am Handgelenk verletzt hatte, wurde er in der 9. Woche durch Nick Mullens ersetzt.
Nachdem er 2019 nicht zum Einsatz gekommen war, wurde Beathard 2020 zweimal eingewechselt, nachdem in Woche 4 Nick Mullens und am 5. Spieltag Jimmy Garoppolo in der ersten Hälfte schwache Leistungen zeigten. An den letzten beiden Spieltagen kam er wegen einer Verletzung von Mullens als Starter zum Einsatz und warf beim 20:12-Sieg über die Arizona Cardinals drei Touchdownpässe.
Im März 2021 nahmen die Jacksonville Jaguars Beathard für zwei Jahre unter Vertrag. Als Ersatzquarterback für Trevor Lawrence kam er in der Saison 2021 bei sieben Spielzügen zum Einsatz. Auch 2022 kam er hinter Lawrence nur zu Kurzeinsätzen. Im Februar 2023 verlängerte Beathard seinen Vertrag in Jacksonville um zwei Jahre. Er kam 2023 zu einem Einsatz als Starter in Vertretung von Lawrence und brachte beim 26:0-Sieg gegen die Carolina Panthers am 17. Spieltag 17 von 24 Pässen für 178 Yards an. In der Vorbereitung auf die Saison 2024 konnte der neu verpflichtete Mac Jones Beathard im Duell um die Rolle als Backup von Lawrence ausstechen, weshalb Beathard am 27. August von den Jaguars entlassen wurde.
Am 23. Oktober 2024 verpflichteten die Miami Dolphins Beathard als vierten Quarterback für ihren Practice Squad.
Am 6. November 2024 nahmen die Jacksonville Jaguars Beathard erneut unter Vertrag, nachdem sich der etatmäßige Quarterback Trevor Lawrence verletzt hatte.

### NFL-Statistiken
| 2017                               | SF     | 7  | 5  | 123–224 | 54,9 | 1430 | 4  | 6  | 69,2  |
| 2018                               | SF     | 6  | 5  | 102–169 | 60,4 | 1252 | 8  | 7  | 81,8  |
| 2019                               | SF     | 0  | 0  | 0–0     | 0,0  | 0    | 0  | 0  | 0,0   |
| 2020                               | SF     | 6  | 2  | 66–104  | 63,5 | 787  | 6  | 0  | 105,7 |
| 2021                               | JAX    | 2  | 0  | 2–2     | 100  | 33   | 0  | 0  | 118,7 |
| 2022                               | JAX    | 4  | 0  | 7–11    | 63,6 | 35   | 0  | 1  | 30,5  |
| 2023                               | JAX    | 7  | 1  | 40–53   | 75,5 | 349  | 1  | 0  | 98,7  |
| Gesamt                             | Gesamt | 32 | 13 | 340–563 | 60,4 | 3886 | 19 | 14 | 82,1  |
| Quelle: pro-football-reference.com |        |    |    |         |      |      |    |    |       |